# Doetinchem in de Tachtigjarige Oorlog
Dit artikel gaat over de stad Doetinchem in de Tachtigjarige Oorlog. Destijds was het een vestingstad dus van strategische waarde.
In het begin van de opstand tegen de 'Spanjaarden' deed het gewest Gelre niet mee. Daardoor is ook de Beeldenstorm Doetinchem bespaard gebleven.

## Doetinchem in de branding
De eerste keer dat Doetinchem met de oorlog te maken kreeg was in 1567, toen de Geuzen de stad probeerden te veroveren. De Landdrost - die destijds dus nog aan de kant van de koning stond - sloeg deze aanval af. Deze dreiging zorgde ervoor dat er in 1568 Spaanse troepen ingekwartierd werden in de stad.
In 1572 wisselde Doetinchem enkele malen van bezetting. Eerst veroverde van Aken, een officier van Willem IV van den Bergh (een zwager van Willem van Oranje) de stad, om 18 oktober dat jaar opnieuw te worden uitgedreven door kapitein Van Rossem, die nog meer Spaanse troepen binnen de stadsmuren legerde. Op 22 oktober maakte Willem van Oranje zelf zich meester van Doetinchem, maar Don Frederik (Alva's zoon) hernam haar op 26 oktober (zie Don Frederiks veldtocht). Don Frederik bleef er enkele dagen (kosten voor de stad: 4250 gulden, daarbij werd de stad ook nog eens door de Spaanse troepen geplunderd), en liet bij zijn vertrek een sterk garnizoen achter. De Spaanse troepen leefden op kosten van de stad; dit was in totaal zo'n 1950 gulden per maand. De stad verdiende echter maar 718 gulden per jaar, en kwam diep in de schulden. Daarnaast werd ook de Catharinakerk geplunderd. Dit zorgde ervoor dat Doetinchem de kant van de Geuzen koos.
Gelre sloot zich in het voorjaar van 1579 aan bij de Unie van Utrecht. Het stadsbestuur van Doetinchem was het hier echter niet mee eens omdat ze geen bolwerk wilde zijn van het machtigere gewest Holland, maar vooral vanwege het calvinistische karakter van de Unie. Het jaar ervoor was er een nieuwe stadhouder benoemd (Jan van Nassau, broer van Willem van Oranje). Hij wilde het calvinisme meer in het gewest brengen. Ook zorgde hij ervoor dat er – in het geheim – Staatse troepen gelegerd werden in verschillende steden (waaronder ook in oktober 1578 in Doetinchem).
In de nacht van 9 op 10 juli 1579 werd Doetinchem door het Leger van Vlaanderen heroverd, onder leiding van Maarten Schenk van Nydeggen. Deze stond toe dat de stad wederom geplunderd werd. De bezetting duurde niet lang; een leger van burgers uit Doesburg, Zutphen en Deventer verjoegen Schenck op 12 juli. De rust was echter nog niet wedergekeerd; Desperaten (wanhopige boeren) uit Hengelo en Zelhem vielen Doetinchem aan uit woede voor het lakse optreden van de staat tegen plunderingen van rondstropende Spaanse huursoldaten. Op 12 maart 1580 leverde Hohenlohe met twaalf vendels voetvolk en vierhonderd ruiters slag tegen de Desperaten die met een verlies van driehonderd man en vele gevangenen werden verslagen. Hohenlohe brandschatte de omgeving en dreef het vee naar Bronkhorst waar hun kamp was. Dit leidde tot de legering van Hollandse troepen in de stad (o.l.v. Hohenlohe).
In 1580 was Schenk weer terug. Hij probeerde nu met de naar de koning overgelopen graaf Van Rennenberg en Diederik van Bronckhorst de stad te veroveren. Rennenberg was op 6 oktober voor Doetinchem verschenen met een leger van tweeëntwintig vendels voetvolk en zeshonderd ruiters. Ze verdeelden het leger in twee delen, en sloegen kamp op aan beide kanten van het stadje. De bezetting in Doetinchem bestond uit vier vendels voetvolk onder leiding van Rudolf Schul, Jan van Vianen en Jaarsveld, Wolter van Doornik en Goossen van Berrinckheim. Na het verschansen door de belegeraars werd het stadje opgeëist, eenmaal op genade en ongenade, voor de tweede maal onder voorwaarden met behoud van lijf en goed. Beide keren werden de eisen afgewezen. Daarna werd het stadje beschoten. Onverwachts trok in de nacht van 12 oktober het leger weer weg, nadat zij hun kamp in brand hadden gestoken. Zij namen vervolgens Groenlo in dat de Staatsen zonder bezetting hadden gelaten en trokken toen verder naar Steenwijk, welk beleg overigens ook door Rennenberg werd opgegeven. Van het gevaar verlost werd in Doetinchem nog voor de kerst een nieuw stadsbestuur gekozen. Het stadsbestuur wilde in de onrust de stad verlaten. De “bevrijders” eisten in totaal 31.997 gulden. Nadien werd de omgeving afgestroopt om die van Spanjaarden te zuiveren. Desondanks wisten de Spanjaarden in 1581 met een belegering van het Kasteel Keppel dat kasteel te winnen.

## Oorlog in het graafschap
Intussen woedde de oorlog door in het graafschap Zutphen, vooral het platteland werd geteisterd door moord, doodslag, plunderingen, verkrachting en brandstichting. Aangezien dit de grensstreek was van het Staatse en de Spaanse gebied, werden er veel oorlogshandelingen uitgevoerd; Zo werd het kasteel Keppel in september 1581 veroverd door de Staatsen, in november weer heroverd door Spanje en in oktober van het jaar daarop weer heroverd door de Staatsen. Vanaf 1580 begon Spanje de verloren steden weer terug te veroveren in een offensief. Zo werd in 1583 Doetinchem bijna veroverd door Spanje, dit werd voorkomen met hulp uit Lochem. Andere steden zoals Groenlo (1580), Zutphen (1583), Doesburg (1585), Deventer en de Schans voor Zutphen (1586) bleven niet gespaard en werden bezet. Hierdoor bleef Doetinchem als een van de weinige steden in handen van de Staten, ter veiligheid werden de Hamburger- en Gruitpoort dichtgemetseld.
Om de oorlogshandelingen te bekostigen kreeg de stad zogenoemd “serviesgeld” van de regering in Den Haag. Om aan stenen te komen voor de stadsmuur e.d. kreeg de Stad toestemming om het kasteel Keppel af te breken. Dit werd niet gedaan, wel werd de Keppelse molen afgebroken, en er werd een paar hectare bos gekapt. Ook werden de kloosters Bethlehem en Sion afgebroken voor de stenen. Na 1590 werd de oorlogsdreiging minder omdat Maurits van Oranje bovengenoemde steden heroverde (zie Tien Jaren (Tachtigjarige Oorlog)).

## De Spaans–Bergse bezetting
Op 28 oktober 1598 gaf Doetinchem zich na een kort beleg over aan de Spaanse bevelhebber Francesco de Mendoza. De dag erna werd er in Spanje de nieuwe verbeterde kalender ingevoerd, dus eigenlijk was de overgave op 9 november. De capitulatievoorwaarden waren gunstig; de bewoners behielden hun leven, bezit en privileges. Daarnaast werd er wel weer het katholieke geloof ingevoerd.
In mei 1599 droeg Spanje de stad en het Slot Ulft over aan het Duitse Hertogdom Berg. De nieuwe bezetter gedroeg zich nog erger dan de oude, en plunderingen bleven aan de orde van de dag. Op 27 augustus 1599 belegerde Willem Lodewijk van Nassau-Dillenburg de stad en Berg blies de aftocht. De oude juliaanse kalender werd heringevoerd, en het was dus de dag erna 18 augustus. Na de bezetting werd het bestuur veranderd: nieuwe burgemeesters en er waren geen schepenen meer.

## Middelen van bestaan
In deze tijd bleven de landbouw en veeteelt de belangrijkste bronnen van inkomen. Producten waren voornamelijk: rogge, gerst en boekweit. Van oudsher was Doetinchem ook een handelsstad, handel was echter nauwelijks mogelijk door de oorlog. Daarnaast werd dit ook bemoeilijkt door nieuwe tol in graafschap. Waarvan Zutphen 3/7 moest betalen, Doesburg 2/7, Doetinchem 1/7, en Groenlo en Lochem ieder 1/14.

## Bevolking
Na al deze oorlogshandelingen was een groot deel van de Doetinchemse bevolking weggetrokken naar het veiligere noorden. De mensen die nog wel in de stad woonden waren grotendeels arm, de protestante bevolking van de stad was echter wel gegroeid. De stad zelf had ook veel te lijden gehad; 1/3 van alle gebouwen was afgebrand, en de verdedigingswerken stelden ook niet veel meer voor. Het inwonertal destijds zal waarschijnlijk rond de 800 hebben gedragen.
Toen de rust was wedergekeerd werden de water- en windmolen, het raadhuis, het pesthuis en de brug gerestaureerd. Daarnaast liet de Staten-Generaal de vestingwerken renoveren en een voedselvoorraad aanleggen. Het onderwijs was echter alleen nog het basisonderwijs (school in de Boliestraat), vanaf 1624 was er weer een Latijnse-school.

## Schutterij
Van de Doetinchemse schutterij werd ook verwacht dat ze hielpen bij het verdedigen van de stad. Hiervoor kregen ze een wapen van de stad, maar moesten dit op eigen kosten onderhouden. De indeling was in rotten (7 tot 9 man) o.l.v. een rotmeester. Elke rot kreeg een eigen stadspoort om te bewaken.

## Neutraliteit
Omdat Doetinchem veel te lijden had door de oorlog en toch weinig militaire betekenis had, besloot het bestuur de stad neutraal te maken. In 1607 maakten de Staten-Generaal en de aartshertogen van Spanje een akte op, waarin stond dat Doetinchem ‘‘neutraal op sauvegarde van wederreyde’’ zou zijn. Dit hield in dat Doetinchem haar privileges behield, de inwoners vrij waren om te gaan en te staan waar ze wilden, Doetinchem geen schuilplaats voor troepen en/of krijgsgevangenen zou zijn, en er vrijheid van godsdienst was. Daartegen moest de stad contributie aan beide kanten betalen, had de stad geen stemrecht en werd de stad ontmanteld (stadsmuur, -grachten en –poorten bleven).

## Het Twaalfjarig Bestand
In Doetinchem werd het Twaalfjarig Bestand met kerkklokken en saluutschoten ingeluid. Door de vrede werden de inkomsten van de stad hoger, de uitgaven lager en daarnaast profiteerden ook de landbouw, veeteelt maar vooral de handel van de vrede. De stad haalde het meeste voordeel door de nieuwe wet die het bestuur ingevoerd had. Hierin stond dat er alleen producten in de stad verhandeld mochten worden, en de stad zo van alle in- en uitvoerbelasting kon profiteren. Daarnaast had de stad weer stemrecht in het kwartier en gewest.

## Laatste fase van de oorlog (1621-1648)
Toen de wapenstilstand was afgelopen werd het gevaar in de graafschap nog groter omdat er inmiddels ook oorlog in Duitsland was ontstaan. Doetinchem wist echter in 1621 de akte van neutraliteit met succes te verlengen, hierdoor bleef de stad gespaard voor het ergste oorlogsdrama.
Dit betekende niet dat Doetinchem voor alles gespaard bleef; toen de Spaansgezinde Hendrik van den Bergh in de winter van 1623-1624 op strooptocht was geweest op de Veluwe stond hij ook op het punt om Doetinchem aan te vallen. De stad liet hem echter vreedzaam in de stad verblijven (kosten 400 gulden) maar voorkwam hiermee dat de stad geplunderd werd. In 1629 bezetten de Spanjaarden de Veluwe opnieuw om troepen bij het Beleg van 's-Hertogenbosch weg te lokken. Toen deze werden verjaagd door Staatse troepen trokken de Spaanse troepen naar Doetinchem. De stad betaalde toen 2000 gulden om opnieuw plunderingen te voorkomen.
Omdat Doetinchem neutraal was wilde de Staat ook de stadsmuur en –poorten ontmantelen. Doetinchem protesteerde hier echter tegen omdat ze dan geen weerstand zou kunnen bieden aan rondtrekkende rovende troepen. De Staat dreigde in 1633 de neutraliteitsakte te verbreken als de stad niet akkoord zou gaan. Door beperking van de uitgaven van de Stad wist deze toch haar neutraliteit te behouden tot het eind van de oorlog.